# Hydriomena tuolumne
Hydriomena tuolumne là một loài bướm đêm trong họ Geometridae.